# Silkkii
Silkkii è il primo singolo del cantante reggae finlandese Jukka Poika tratto dal suo quarto album di studio Yhdestä puusta. È stato pubblicato il 23 maggio 2011 online in Finlandia. La canzone è stata per sei settimane alla prima posizione nella classifica dei singoli più venduti sia online sia fisicamente.
Il 20 gennaio 2012 Silkkii ha vinto nella categoria Canzone dell'anno agli Emma gaala tenutisi alla Barona Areena di Espoo.

## Tracce
1. Silkkii – 3:45
2. Silkkii – 3:46 – instrumental

## Classifica
| Classifica                            | Massima posizione |
| ------------------------------------- | ----------------- |
| Suomen virallinen lista - Singlelista | 1                 |
| Suomen virallinen lista - Latauslista | 1                 |
| Suomen virallinen lista - Radiolista  | 48                |